# Matixco
Matixco är en ort i Mexiko.   Den ligger i kommunen Tetela de Ocampo och delstaten Puebla, i den sydöstra delen av landet, 160 km öster om huvudstaden Mexico City. Matixco ligger 1 834 meter över havet och antalet invånare är 132.
Terrängen runt Matixco är kuperad åt sydost, men åt nordväst är den bergig. Runt Matixco är det ganska tätbefolkat, med 65 invånare per kvadratkilometer. Närmaste större samhälle är Zaragoza, 18,5 km sydost om Matixco. I omgivningarna runt Matixco växer i huvudsak städsegrön lövskog.